# Мирос, Анна
Анна Барбара Мирос (пол. Anna Barbara Miros, в девичестве — Подолец (пол. Podolec), род. 30 октября 1985 года в Сонине близ Ланьцута) — польская волейболистка, играющая на позиции диагональной в сборной Польши и клубе «Островец-Свентокшиский».

## Карьера

### Клубная
Воспитанница школы клуба «Ланьцут», в молодости также выступала за ШМС из Сосновца. В 2003 году дебютировала в составе «Стали» из Бельско-Бялы, с которой выиграла дважды чемпионат Польши и один раз Кубок Польши. В 2007 году перебралась в российский чемпионат, в команду «Балаковская АЭС», но после двух неудачных лет выступлений покинула команду и уехала в Италию, дебютировав в команде «Асистель» из Новары. 10 февраля 2009 года Анна перенесла операцию на плече, после чего отправилась на долгую реабилитацию.
В 2010 году она вернулась в Польшу, в команду «Алупроф» (ранее называлась «Сталь»), сезон 2011/2012 провела в бухарестском «Динамо» и в российском клубе «Автодор-Метар» из Челябинска, в 2012 году вернулась в Польшу, в «Трефль».

### В сборной
В составе сборной Польши Анна дебютировала ещё в 2001 году, играя на молодёжных чемпионатах Европы (серебряная медаль) и мира (бронзовая медаль). В 2003 году впервые стала чемпионкой Европы. Выступала также на чемпионате мира 2006 года и чемпионате Европы 2007 года, а также на Кубках мира 2003 и 2007 годов и на Олимпиаде в Пекине.

## Клубы
- Ланьцут
- ШМС (Сосновец)
- 2003—2007:  Сталь (Бельско-Бяла)
- 2007—2008:  Балаковская АЭС (Балаково)
- 2008—2010:  Асистель (Новара)
- 2010—2011:  Алупроф (Бельско-Бяла)
- 2011—2012:  Динамо (Бухарест)
- 2011—2012:  Автодор-Метар (Челябинск)
- 2012—2016:  Трефль (Сопот)
- 2016—2017:  Домброва-Гурнича[пол.]
- 2017 — н. в.:  Островец-Свентокшиский[пол.]

## Достижения
- 2001 — Серебряный призёр юношеского чемпионата Европы
- 2001 — Бронзовый призёр юношеского чемпионата мира
- 2002 — Чемпионка Европы среди юниорок
- 2003 — Бронзовый призёр чемпионата мира среди юниорок
- 2003 — Чемпионка Европы
- 2004 — Чемпионка Польши
- 2006 — Победительница Кубка Польши
- 2007 — Бронзовый призёр чемпионата Польши
- 2008 — Участница летних Олимпийских игр 2008
- 2009 — Победительница Кубка Европейской конфедерации волейбола
- 2009 — Серебряный призёр чемпионата Италии
- 2011 — Бронзовый призёр чемпионата Польши
- 2013 — Чемпионка Польши
- 2014 — Бронзовый призёр чемпионата Польши
- 2015 — Победительница Кубка Польши
- 2015 — Финалистка Кубка Европейской конфедерации волейбола
- 2015 — Серебряный призёр Европейских игр